# Ларена, Хорхе
Хорхе Ларена-Авельянеда Ройг (исп. Jorge Larena-Avellaneda Roig; 29 сентября 1981 года, Лас-Пальмас-де-Гран-Канария) — испанский футболист, полузащитник клуба АЕК (Ларнака).

## Клубная карьера
Хорхе Ларена начинал свою карьеру футболиста в клубе «Лас-Пальмас» из своего родного города. 23 сентября 2000 года он дебютировал в испанской Примере, выйдя на замену на 66-й минуте домашнего поединка против «Вальядолида». А спустя 2 месяца Ларена забил свой первый гол в Примере, ставший единственным и победным в гостевой игре с «Нумансией». В чемпионате 2001/02 он забил 7 мячей, в том числе отметившись с пенальти в победном домашнем матче против мадридского «Реала». Однако это не спасло «Лас-Пальмас» от вылета из Примеры по итогам турнира. Летом 2002 года Хорхе Ларена подписал контракт с мадридским «Атлетико», за который регулярно играл на протяжении трёх сезонов. Летом 2005 года он перешёл в другой клуб Примеры «Сельта», с которым по итогам Примеры 2006/07 вылетел в Сегунду. С того времени и до середины 2014 года он выступал исключительно за команды второй по значимости испанской лиги: «Сельту», родной «Лас-Пальмас», «Уэску» и «Рекреативо». В середине августа 2014 года Хорхе Ларена подписал контракт с кипрской командой АЕК из Ларнаки.